# Klogöl (Fliseryds socken, Småland)
Klogöl är en sjö i Mönsterås kommun i Småland och ingår i Emåns huvudavrinningsområde. Vid provfiske har abborre fångats i sjön.